# Svenska mästerskapen i dressyr 1981
Svenska mästerskapen i dressyr 1981 avgjordes i Stockholm. Tävlingen var den 31:e upplagan av Svenska mästerskapen i dressyr.

## Resultat
| Placering | Ryttare                   | Häst          |
| --------- | ------------------------- | ------------- |
| 1         | Elisabeth Lette           | Top Flight xx |
| 2         | Eva-Karin Munck-Oscarsson | Lansad        |
| 3         | Ulla Håkansson            | Elymus        |